# Lago Kootenay
O Lago Kootenay é um lago localizado no sul da província da Colúmbia Britânica, Canadá.

## Descrição
Este lago tem uma área de 407 km2, sendo o maior lago natural da Colúmbia Britânica. A sua metade sul é formada por um alargamento local do rio Kootenay, o principal afluente do Rio Colúmbia.
Muito deve este lago à construção de uma barragem, construída no sistema fluvial do rio Colúmbia, mais propriamente no seu afluente o rio Kootenay, uma vez que esta foi edificada a 30 km antes de sua confluência deste rio com o rio Colúmbia, entre 1930 e 1932.
Tal como a maioria dos lagos da Colúmbia Britânica, tem uma forma longa e estreita e geralmente orientada no sentido norte-sul ao longo do eixo principal dos relevos da província, este lago enquadra-se no mesmo esquema, sendo travado entre a cidade de Selkirk e as Montanhas Purcell.

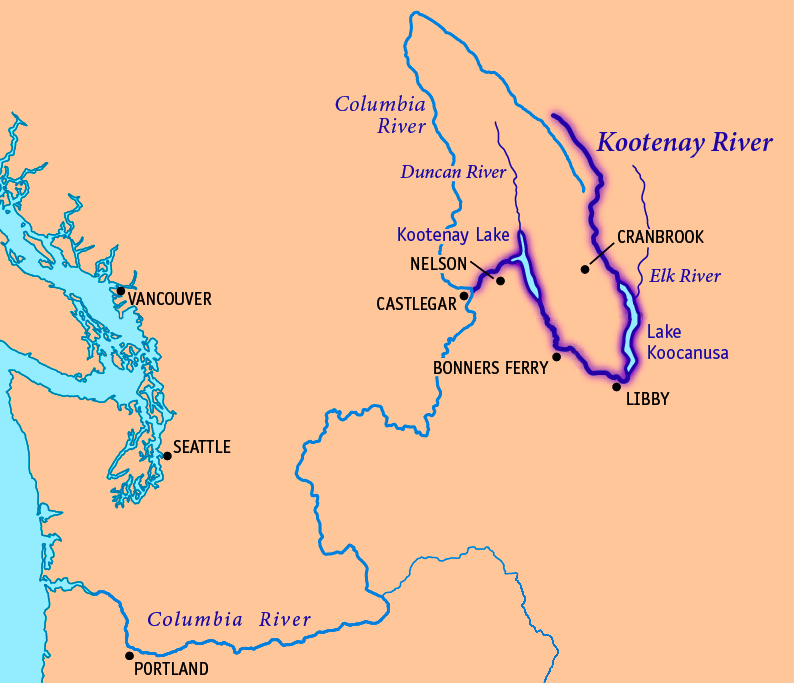
Mapa do rio Kootenay